# Tayloria froelichiana
Tayloria froelichiana là một loài rêu trong họ Splachnaceae. Loài này được (Hedw.) Mitt. ex Broth. mô tả khoa học đầu tiên năm 1903.